# عایض السهیمی
عایض السهیمی (انگلیسی: Aiedh Al-Sohaimi؛ زادهٔ ۲۰ دسامبر ۱۹۸۶) یک ورزشکار اهل عربستان سعودی است.
از باشگاه‌هایی که در آن بازی کرده‌است می‌توان به باشگاه فوتبال القادسیه عربستان سعودی و باشگاه فوتبال الاتفاق عربستان سعودی اشاره کرد.